# Пирогово (посёлок, городской округ Мытищи)
Пирогово — посёлок в городском округе Мытищи Московской области России. 1994—2006 гг. — посёлок Коргашинского сельского округа Мытищинского района, 2006—2015 гг. — посёлок городского поселения Пироговский. Население — 628 чел. (2010).

## География
Расположен на севере Московской области, в юго-восточной части Мытищинского района, примерно в 6 км к северу от центра города Мытищи и 8 км от Московской кольцевой автодороги, на реке Клязьме ниже Пироговского водохранилища системы канала имени Москвы.
В посёлке 19 улиц, 3 переулка, приписано 2 садоводческих товарищества. Связан автобусным сообщением с окружным центром и городом Москвой. Ближайшие населённые пункты — посёлок городского типа Пироговский, посёлок Мебельной фабрики, деревни Коргашино и Пирогово.

## Население
| 2002 | 2010 |
| ---- | ---- |
| 0    | ↗628 |